# Cedar Bluff (Alabama)
Pour les articles homonymes, voir Cedar Bluff.
Cedar Bluff est une ville du comté de Cherokee, en Alabama, aux États-Unis,.
La ville est connue, au départ, sous le nom de Jefferson. Les premiers pionniers y arrivent dès 1832. Quand le comté de Cherokee est formé, en 1836, Jefferson en devient le siège. La ville est rebaptisée Cedar Bluff en 1842 et perd son statut de siège du comté en 1844. Cedar Bluff est incorporée en 1837 ou en 1845.

## Démographie
| 1880 | 1890 | 1920 | 1950 | 1960 | 1970 |
| ---- | ---- | ---- | ---- | ---- | ---- |
| 85   | 418  | 194  | 563  | 687  | 956  |

| 1980  | 1990  | 2000  | 2010  | - | - |
| ----- | ----- | ----- | ----- | - | - |
| 1 129 | 1 174 | 1 467 | 1 820 | - | - |

## Source de la traduction
- (en) Cet article est partiellement ou en totalité issu de l’article de Wikipédia en anglais intitulé « Cedar Bluff, Alabama » (voir la liste des auteurs).